# Chez Nous (cabaret)
Pour les articles homonymes, voir Chez nous.
Le cabaret Chez Nous est le plus vieux théâtre de travestis d'Allemagne. Il se situait de 1958 à 2008 à Berlin, dans le quartier de Charlottenburg au 14 Marburger Straße et avait une capacité d'environ 120 places. Par ses tournées, il était un lieu d'expression germanophone très populaire et sur la scène internationale une institution très connue.

## Histoire et artistes
Le cabaret Chez Nous est fondé en 1958 à Berlin-Charlottenburg. Au début, les artistes comme Marcel André, Cheri Hell, Ricky Reneé et Domino rendent cette maison populaire. Des artistes internationaux et des chanteurs comme Sonne Teal, Ramonita Vargas, Les femmes Mimiques, La Domino, Mylena, Pepa Darena, Rita Jané, Christina, Gloria Fox, Wanda Pierys, Dany Lamée, Joy Peters, Armand, Suleika, Terry LaTour, Blanche, Minouche, Stephanie Caroll, Orél, Péki d'Oslo et Angie Stardust firent rapidement la notoriété publique sur 50 années. Beaucoup des plus grands travestis venus de  France, surtout des night-clubs parisiens comme Le Carrousel et Madame Arthur travaillaient dans ce cabaret, dont Capucine, Everest, Yvana et Jacqueline-Charlotte Dufresnoy alias Coccinelle. Après une opération chez Georges Burou en 1956, elle fut connue comme première transsexuelle en France. Un des sommets de sa carrière fut la revue Cherchez la Femme à l'Olympia à Paris. Coccinelle fit encore une tournée européenne en 1980 qui passa par le cabaret Chez Nous. 
En 1978, le Jubilé des 20 ans du cabaret fut annoncé dans 312 journaux européens.

## Programme et tournées
Plus tard, un show comique, de danse, d'improvisation et de parodie d'après le thème de La Cage aux Folles est créé : „Wir sind, was wir sind, und was wir sind, ist eine Illusion.“ ( "Nous sommes ce que nous sommes, et ce que nous sommes est une illusion."). Les artistes venaient de toute l'Europe et d'au-delà des mers. Ils trouvèrent une ouverture et des débouchés dans la télévision, dans le cinéma et localement même dans les coulisses de quelques films.
En 1975, le directeur du cabaret Thomas Schmieder organisa pour la première fois un programme pour une tournée; 150 artistes du monde entier prirent la route jusqu'en 2007 en Allemagne, Autriche, Suisse, Pays-Bas et France. Ils tournèrent ainsi au Deutsche Theater de Munich, à la De Kleine Komedie d'Amsterdam, au Westfalenhalle de Dortmund, au Theater am Aegi de Hanovre, au Theater Fauteuil de Bâle, au Zuitplein Theater de Rotterdam et au Bernhard Theater de Zurich.

## Fermeture
Début 2008, le cabaret fut fermé pour ses 50 ans. Aux dernières informations, il serait toujours à la recherche d'un nouveau lieu pour s'installer.

## Discographie
- 1967 - Die Herren Damen lassen bitten. Eine Nacht im „Chez Nous“[3],[4]
- Avec Bruce, La Domino, Lana, Marcel André, Pepa Darene, Everest; Musique : Franz Hintze et son ensemble
- 197x - Warme Nächte. Originale aus der „Bar Celona“ Hamburg und dem „Chez Nous“ Berlin[5],[4]
- Avec Domino, Marcel André, Pepe Darena, Everest, Dominique, Cherie Hell, Pierre Gurvan, Tracy Lee, Ramonita Vargas
- 1975 ? - (Cabaret Chez Nous Berlin präsentiert:) Herren als Damen[6]
- Avec Gloria Fox, Rita Jane (Chanson n° 1 : Wir sind gar nicht so), Cheri Hell, Everest et Christina
- 1979 - Herren als Damen. Live-Mitschnitt im „Chez Nous“, Berlin[7],[4]
- Avec Everest, Mylena, Orél (Chanson n° 1 : Man nennt mich Orèl von der Haller-Revue), Rita Jane, Christina et Gloria Fox.
- 1985 ? - Herren als Damen. Live-Mitschnitt im „Chez Nous“, Berlin[8],[9]
- Avec Angie Stardust, Orél, Dolly, Dany Lamée (Chanson n° 1 : Ich bin rund und gesund), Gloria Fox et Lady Jane
- 1988 - Herr…-liche Damen. Chez Nous-Show. Live-Mitschnitt im Theater des Westens und im Chez Nous[10],[4]
- Avec Dany Lamée, Gloria Fox, Joy Peters, Lady Jane, Marcel Bijou et Orél
- 19xx - (Chez Nous Berlin prasentiert:) Travestie à la carte. Gags - Chansons - Frivole Witze. Liveaufnahme im Chez Nous Berlin[11],[4]
- Avec Claudia, Orél, Lady Jane, Armand et Gloria Fox.